# Hugo Ferreira Neira
Hugo Ferreira Neira (Colombia, 1928 - ?) fue un político y empresario colombiano.
Fue ministro de agricultura en el segundo gobierno de Alberto Lleras Camargo.

## Biografía
Fue secretario de hacienda de Bogotá en 1954.
Fue ministro de agricultura entre 1960 y 1961, durante el segundo gobierno de Alberto Lleras Camargo.
Fue gerente de Indupalma. El 19 de agosto de 1977 fue secuestrado en las instalaciones de la empresa en Bogotá por el Movimiento 19 de abril (M-19), para presionar las negociaciones con el sindicato de Indupalma en el Sur del Cesar. El 14 de septiembre día del Paro Cívico Nacional fue liberado en una iglesia.
Estaba casado con Cecilia Miani.